# D軍集団
D軍集団 (ドイツ語: Heeresgruppe D)は第二次世界大戦時のドイツ国防軍の軍集団。
D軍集団は1940年10月26日にフランスで編成され、最初の幹部は解散したC軍集団から移動した。
1941年4月15日、D軍集団の地位が上昇し、この日からD軍集団司令官は西方総軍司令官も兼務することとなった（西方軍は総軍）。この結果、D軍集団はまれに西方軍集団などと間違って呼ばれることがある。

## 司令官
- 元帥 エルヴィン・フォン・ヴィッツレーベン :1940年10月25日 -
- 元帥 ゲルト・フォン・ルントシュテット :1942年3月15日 -
- 元帥 ギュンター・フォン・クルーゲ :1944年7月2日 -
- 元帥 ゲルト・フォン・ルントシュテット :1944年8月15日 -
- 元帥 アルベルト・ケッセルリンク :1945年3月11日 -

## 戦闘序列

### 1941年5月
- 第7軍
- 第1軍
- 第15軍
- オランダの全ドイツ占領軍司令官

### 1944年5月
- G軍集団
- B軍集団
- 第5装甲軍
- 第1降下猟兵軍

### 1944年12月
- G軍集団
- B軍集団
- H軍集団
- 第6SS装甲軍